# كيفن مارتن
كيفن مارتن (بالإنجليزية: Kevin Martin)‏ (مواليد 25 ديسمبر 1925) هو ملاكم آيرلندي، مثّل بلاده في الألعاب الأولمبية الصيفية في دورتي 1948 و1952.

## روابط خارجية
كيفن مارتن على موقع أوليمبيديا (الإنجليزية)